# Conor, der Kelte
Conor, der Kelte (Originaltitel: Roar) ist eine US-amerikanische Fantasyserie im Stile von Xena und Hercules. Sie wurde 1997 auf dem US-amerikanischen Kabelsender Fox ausgestrahlt. Die deutsche Erstausstrahlung fand 2000 auf RTL Television statt. Die Serie wurde nach nur einer Staffel mit 13 Episoden eingestellt.

## Handlung
Die Serie spielt im 4. Jahrhundert. Die römische Armee hat fast ganz Europa eingenommen und versucht nun ihren Einfluss auf Irland auszuweiten. Nachdem der junge Conor mitansehen musste, wie sein Stamm getötet wurde und anschließend seine Geliebte von ihrem eigenen Vater ermordet wurde, treibt ihn nur noch ein Ziel an: Er will die Stämme vereinigen, um für Irlands Freiheit zu kämpfen. Unterstützt wird er dabei von Fergus, seinem Beschützer von Kindesbeinen an, Tully, einem jungen Magier, und Catlin, einer früheren Sklavin. Gemeinsam kämpfen sie gegen die böse Königin Diana und den mysteriösen Longinus. Während die Königin versucht, Irland zu unterwerfen, verfolgt Longinus andere Ziele. Er, der Jesus von Nazareth mit dem Speer in die Seite stach, wurde verflucht, ewig zu leben. Er sucht seinen Speer und hat sich zu diesem Zweck mit der Königin verbündet.

## Hintergrund
Die Serie wurde 1997, auf dem Höhepunkt der Xena- und Hercules-Welle  auf dem Sender Fox ausgestrahlt. Fox strahlte lediglich acht der 13 Folgen aus, danach nahm der Sender die Serie aus dem Programm. Die fünf fehlenden Episoden wurden erst 2000 auf dem Sci Fi Channel gesendet. In Deutschland erwarb der Sender RTL die Rechte und strahlte die Serie von Januar bis Mai 2000 aus.

## Rezeption
Trotz des Misserfolgs gewann die Serie mehrere Preise. 1998 wurde der Komponist Jon Ehrlich für den Emmy Award nominiert. 1998 gewann die Serie den Golden Reel Award in der Kategorie Best Sound Editing - Television Episodic - Dialogue & ADR und 1999 den Award of Distinction für Kameramann John Stokes.

## Episoden
Die Episoden 1–8 wurden in den USA auf Fox ausgestrahlt, die restlichen erst drei Jahre später auf dem Sci Fi Channel, zeitgleich mit der RTL-Ausstrahlung.
| Nr. | Deutscher Titel                 | Originaltitel        | Deutsche Erstausstrahlung | US-Erstausstrahlung |
| --- | ------------------------------- | -------------------- | ------------------------- | ------------------- |
| 1   | Conors Bestimmung               | Pilot                | 16. Januar 2000           | 14. Juli 1997       |
| 2   | Quadras Träume                  | Projector            | 23. Januar 2000           | 21. Juli 1997       |
| 3   | Kampf um die Macht              | The Chosen           | 30. Januar 2000           | 28. Juli 1997       |
| 4   | Der Todesengel                  | Banshee              | 20. Februar 2000          | 4. August 1997      |
| 5   | Der Kinderfänger                | Doyle’s Solution     | 27. Februar 2000          | 11. August 1997     |
| 6   | Die geheimnisvolle Schriftrolle | Red Boot             | 5. März 2000              | 18. August 1997     |
| 7   | Der magische Speer              | The Spear of Destiny | 12. März 2000             | 25. August 1997     |
| 8   | Das ewige Leben                 | Eternal              | 19. März 2000             | 1. September 1997   |
| 9   | Der böse Geist                  | The Truth            | 2. April 2000             | 2. April 2000       |
| 10  | Die Todesfallen                 | Traps                | 16. April 2000            | 16. April 2000      |
| 11  | Ruhet in Frieden                | Daybreak             | 30. April 2000            | 30. April 2000      |
| 12  | Täuschungsmanöver               | The Cage             | 14. Mai 2000              | 14. Mai 2000        |
| 13  | Die Feuer-Göttin                | Sweet Bridget        | 28. Mai 2000              | 28. Mai 2000        |